# Kościół Matki Boskiej Nieustającej Pomocy w Bobolinie
Kościół Matki Boskiej Nieustającej Pomocy – rzymskokatolicki kościół filialny, znajdujący się w Bobolinie w gminie Kołbaskowo, w powiecie polickim (województwo zachodniopomorskie). Obiekt wpisany jest do rejestru zabytków.
Kościół został wzniesiony pod koniec XV wieku, jako filia kościoła w Stobnie. Murowana z kamieni granitowych świątynia została zbudowana na planie prostokąta o długości 15 i szerokości 7 m. Od strony wschodniej bryłę zamknięto pięciobocznym prezbiterium, od zachodniej zaś znajdowała się nieistniejąca dzisiaj wieża. Kościół nakryty jest dwuspadowym dachem, z trójkątnym szczytem wieńczącym fasadę zachodnią. Podczas przeprowadzonego w 1895 roku remontu otynkowano elewacje, poszerzono otwory okienne i wymurowano niszę na rzeźbę w ścianie kościoła. Prawdopodobnie wówczas rozebrano także znajdującą się w złym stanie technicznym wieżę. Wewnątrz kościoła znajdowało się dawniej wyposażenie w formie dwóch odlanych z brązu świeczników ołtarzowych z 1694 roku o wysokości 41 cm, brązowego żyrandola z 1700 roku, mosiężnej misy chrzcielnej z 1737 roku, późnogotyckiego srebrnego, pozłacanego kielicha oraz srebrnego cyborium z 1690 roku.
Kościół nie został uszkodzony podczas II wojny światowej, na przełomie 1949 i 1950 roku dokonano jeszcze remontu stropu. Niezagospodarowana świątynia w kolejnych latach popadła jednak w ruinę. Zdewastowany kościół odbudowano w latach 1985–1986 według projektu Stefana Kwileckiego. Zniszczone fragmenty ścian odtworzono z cegły i kamienia, wnętrze nakryto drewnianym stropem, na dachu zamontowano sygnaturkę zwieńczoną miedzianą kulą z krzyżem, a od strony północnej dobudowano zakrystię. 5 listopada 1986 roku biskup Jan Gałecki dokonał konsekracji świątyni pod wezwaniem Matki Boskiej Nieustającej Pomocy.